# Rodwayella
Rodwayella is een geslacht van schimmels behorend tot de familie Pezizellaceae. De typesoort is Rodwayella sessilis.

## Geslachten
Volgens Index Fungorum telt het geslacht vier soorten (peildatum oktober 2023):
| Soortnaam                               | Auteur(s)                             | Publicatiejaar |
| --------------------------------------- | ------------------------------------- | -------------- |
| Rodwayella citrinula (Zeggevlieskelkje) | (P. Karst.) Spooner                   | 1986           |
| Rodwayella haematoidea                  | (Cooke & W. Phillips) Baral & Quijada | 2020           |
| Rodwayella myricae                      | Spooner                               | 1986           |
| Rodwayella sessilis                     | (Rodway) Spooner                      | 1987           |